# 루 (2017년 영화)
루(Lou)는 미국에서 제작된 데이브 멀린스 감독의 2016년 가족, 애니메이션 영화이다.
픽사가 제작한 컴퓨터 애니메이션 단편 영화이다. 픽사의 카 3와 함께 2017년 6월 16일 극장 개봉하였다. 제90회 아카데미상의 아카데미 단편 애니메이션상 후보에 올랐다.